# Georges Valmier
Georges Valmier (Angoulême, 11 aprile 1885 – Parigi, 25 marzo 1937) è stato un pittore, incisore, scenografo e costumista francese.

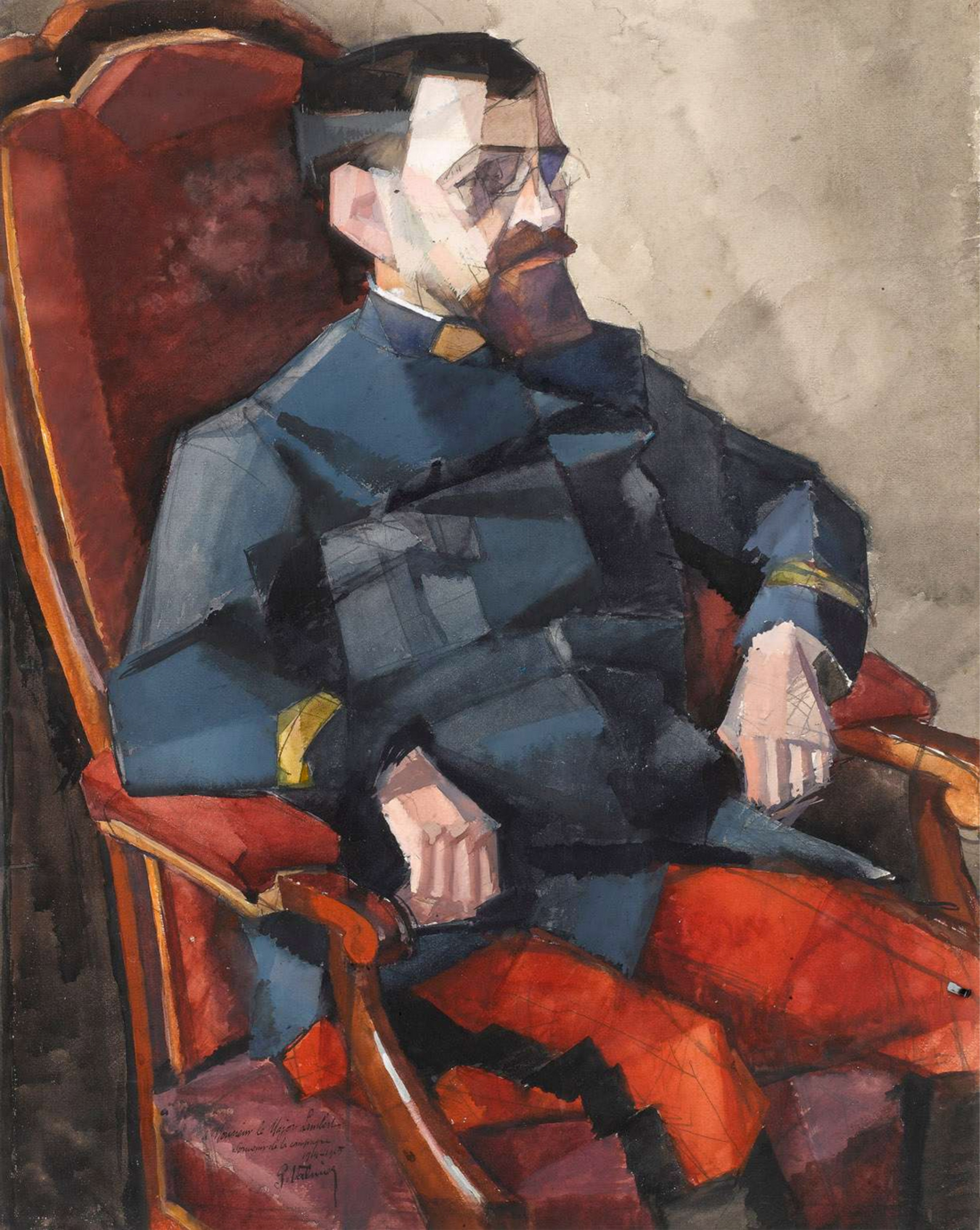
Georges Valmier, 1914-15, Portrait de Commandant Lambert

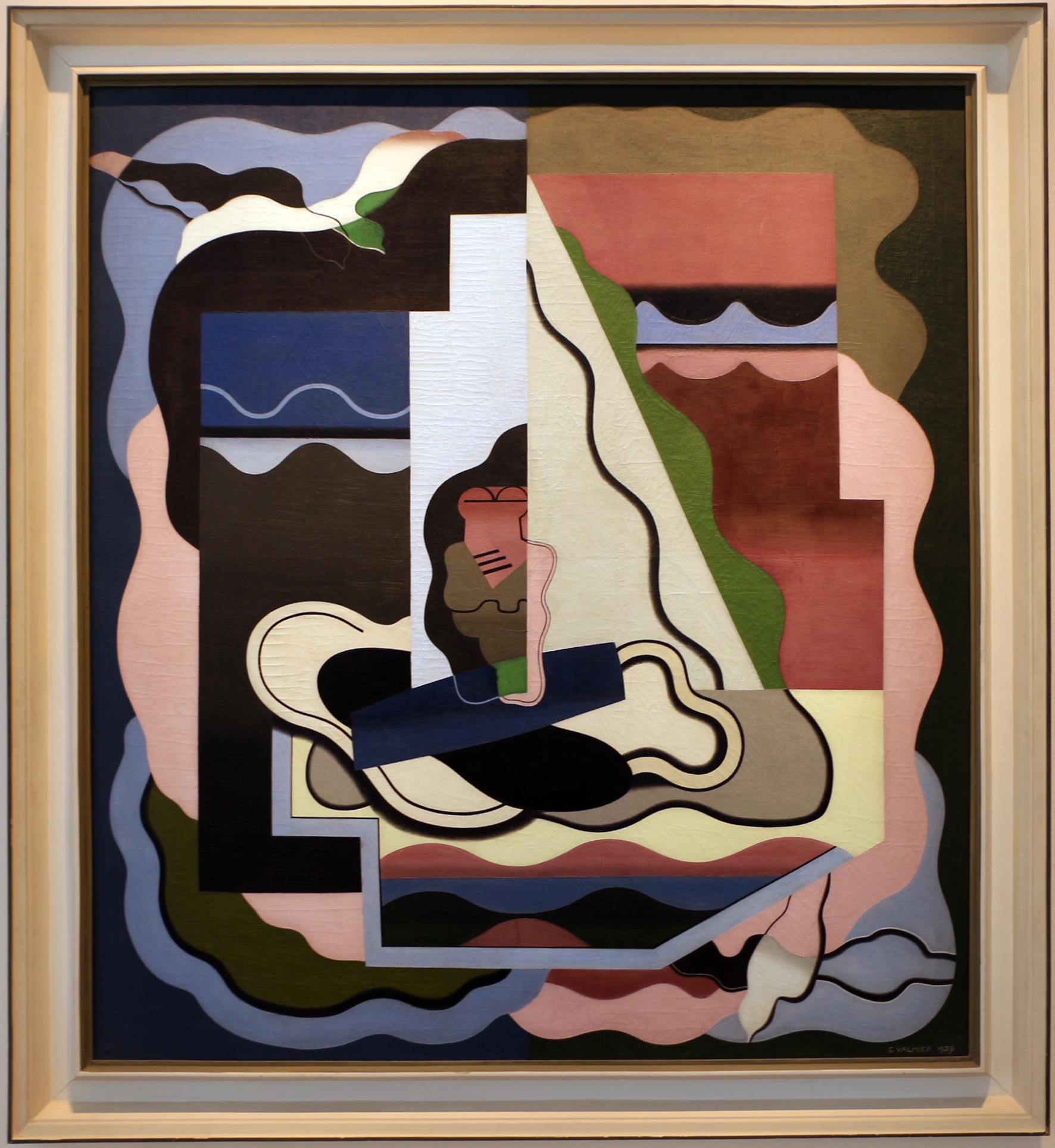
Georges Valmier, La marina, 1929

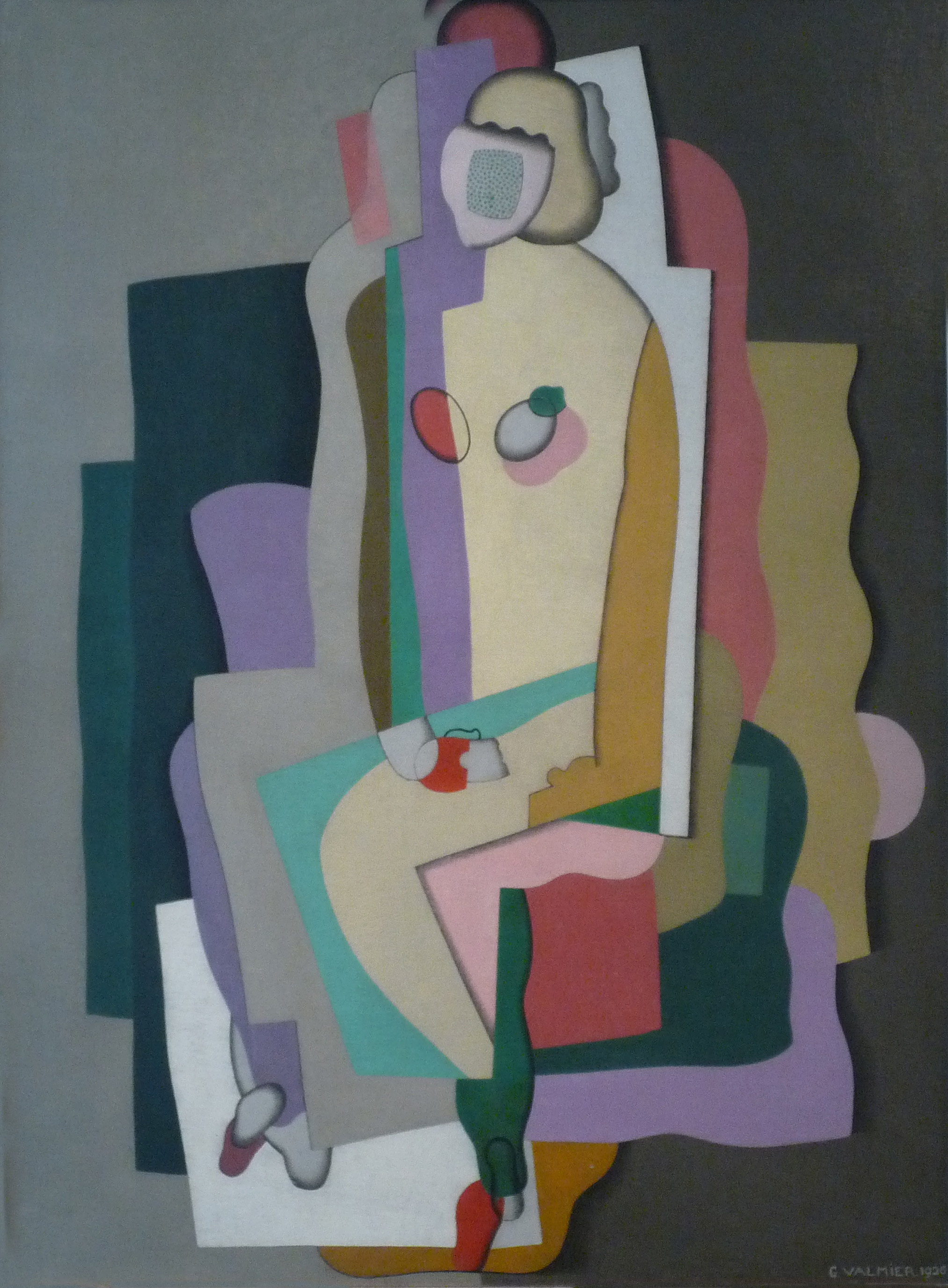
Georges Valmier, Composition, Musée des Beaux-Arts (Nancy)

Artista francese eclettico, pittore ma anche musicista e cantante, Georges Valmier è cresciuto in un ambiente familiare carico di fermenti culturali.

## Biografia
La famiglia Valmier si trasferì, intorno al 1890, a Montmartre. Georges Valmier è stato allievo, dal 1905 al 1909, all'École des beaux-arts, di Luc-Olivier Merson. Risentiva della lezione di Paul Cézanne. A Parigi divise lo studio con Marie Laurencin e con il pittore e scrittore Francis Picabia.
Senza partecipare attivamente alla definizione e alla difesa dell'estetica cubista, esordì nel 1911 con un olio di chiara matrice cubista. Le sue opere giovanili erano ancora attaccate a un residuo di realismo, ad esempio Rue de Montmartre del 1912, la gouache Ritratto del Commandant Lambert del 1914-15 e Les Jouets del 1913, anno in cui Georges Valmier partecipò alla mostra degli Indipéndents, con un ritratto, una natura morta e con l'olio Le Canal Saint-Martin. 
Dopo la I guerra mondiale, cui aveva partecipato come soldato, quando sembrava a molti Artisti che il Cubismo avesse fatto il suo tempo, Georges Valmier scoprì un cubismo altamente decorativo. Diventò amico di Braque. Espose nel 1921 alla galleria parigina L'Effort Moderne.
Cigura è una sua opera del 1919, ora conservata a New York, nelle collezioni del Solomon R. Guggenheim Museum, dove sono presenti anche sue opere successive, tra cui Composition del 1919, Figure del 1920, Scherzo del 1920, Improvisation del 1922 (acquarello), Fuga del 1923, (olio) e Composition del 1925 (olio). 
Dopo il 1925, in una sintesi formale lenta e progressiva, Georges Valmier giunse all'astrattismo completo. Riempiva la tela con elementi geometrici e fortemente cromatici ravvicinati, simili a quelli che risultano dal fondo di un caleidoscopio. I suoi disegni furono utilizzati per la tessitura di arazzi e di tappeti. La sua stesura dei suoi colori divenne piatta.
Nel 1932 Georges Valmier ha aderito al gruppo Abstraction-Création. Ha disegnato scenografie e costumi teatrali per pièces futuristeː ad esempio, per Isabelle et Pantalon di Max Jacob del 1922, ha realizzato bozzetti di costumi, tra cui quelli di Arlecchino e di Pierrot. 
Per i balletti russi dell'impresario Sergej Pavlovič Djagilev ha creato anche una serie di illustrazioni, a guazzo. Nei suoi bozzetti per i costumi femminili la geometrizzazione delle forme non escludeva mai il fascino della figura della donna. 
Nel 1936 si dedicò interamente a tre grandi tele, destinate a decorare la nuova sala cinematografica del Palais des Chemins de Fer, che doveva essere pronta per l'Esposizione Universale del 1937; ma l'aggravarsi della malattia, che lo tormentava dal 1932 e che lo portò alla morte, gli impedì di completare le opere.
Artista eclettico e completo, fu anche musicista e cantante, e si esibì in opere di Debussy, di Ravel, di Fauré, e di Satie, sia in sale da concerto, sia in chiese.
Sue opere si trovano anche nel Musée des Beaux-Arts (Nancy) e al Museo Kröller-Müller.